# Falkenbund
Der Falkenbund war ein mittelalterlicher Adelsbund in Tirol. Er wurde am 28. März 1407 von Heinrich VI. von Rottenburg gegründet. Ihm gehörten 126 Adlige an und er diente ursprünglich dem Schutz gegen die Appenzeller und Bayern.

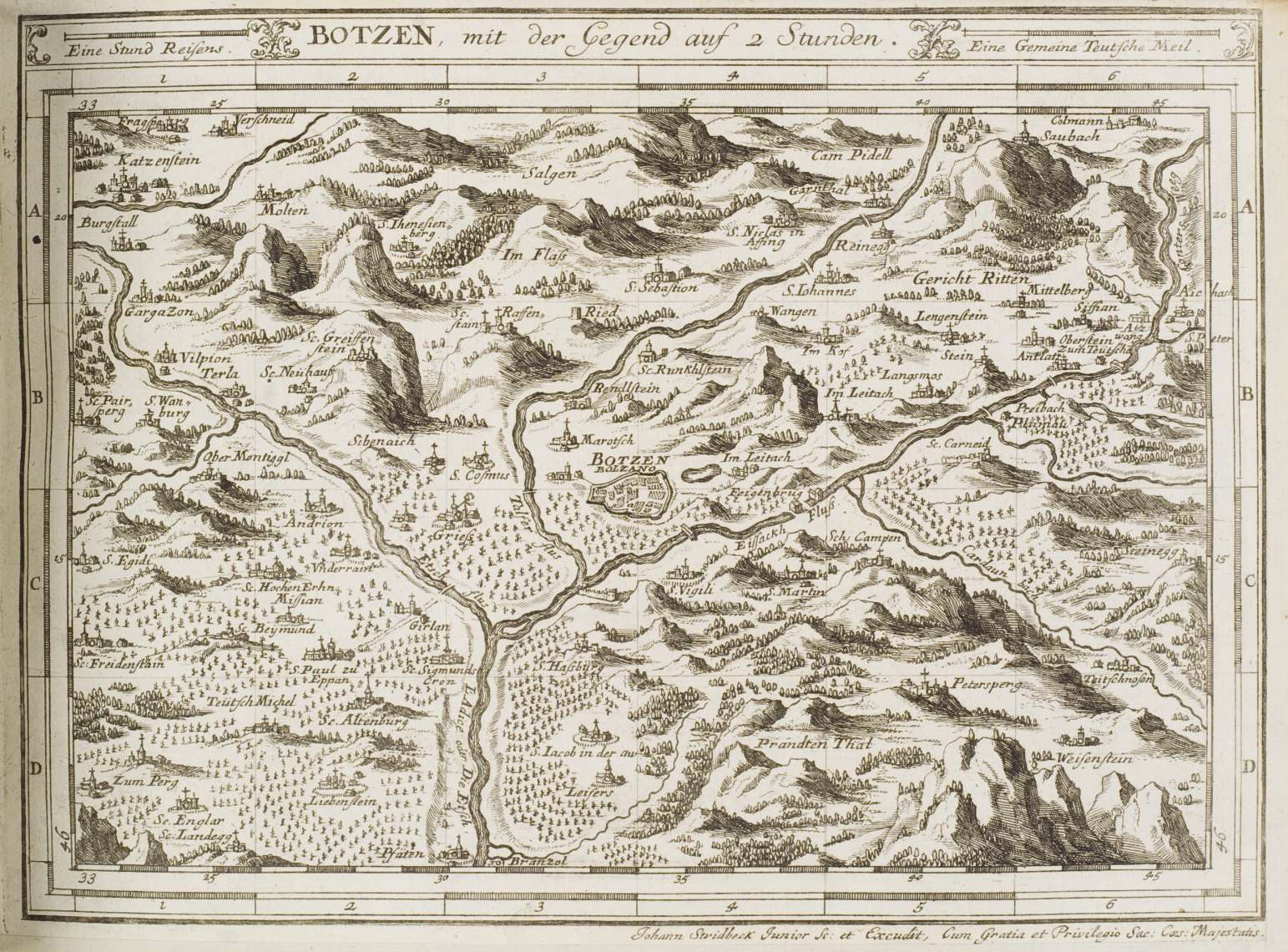
Botzen mit der Gegend auf 2 Stunden (Johann Stridbeck, um 1700)

## Geschichte
Heinrich VI. von Rottenburg, Landeshochmeister von Tirol, besaß ein Drittel des Landes und war, an den Einkünften gemessen, reicher als der Landesfürst, der sich keine so prunk- und glanzvolle Hofhaltung leisten konnte, wie der Rottenburger. Auf diese Macht gestützt, gründete er nach Auflösung des Elefantenbundes den Falkenbund am Ostermontag, den 28. März 1407 in Bozen, daher auch „Boznerbund“ genannt, bestehend aus 126 Tiroler Landherren, darunter den meisten der 21 Mitglieder des Elefantenbundes. Außer den Adeligen waren zahlreiche Städte und Gemeinden Mitglieder des Bundes, so Meran, Tramin, Trient, Nonsberg, Fleims, Pergine usw. Sie waren durch ihre Bürgermeister vertreten. Nonsberg delegierte die Notare Wilhelm von Cles, Delaitus von Cusiano, Alexander von Cazziffo und Semblantus von Pavillo.
Als Abzeichen trugen die Mitglieder an einem breiten Bande einen silbernen Falken um den Hals. Der Falkenbund wurde auf 10 Jahre geschlossen. Die Bundessatzung (Bundesurkunde) hatte 15 Artikel. Der erste und wichtigste Zweck des Bundes war der Satzung des Elefantenbundes wörtlich entnommen. („Sollte der Herzog gegen einen aus uns wider Landesrecht gewalttätig verfahren, so wollen wir den Herzog gemeinschaftlich ermahnen und ihn mit Fleiß bitten, keine Neuerungen durchzuführen. Sollte einer von uns anderwärts an seinen Rechten verkürzt werden, so wollen wir uns vereinigen ihm zu Rechte zu verhelfen.“) Im Falkenbund sah man die Anfänge einer tirolischen Vierstände-Verfassung. Der Falkenbund war offiziell gegen die Appenzeller und Bayern eingerichtet.
Herzog Friedrich IV., gegen den sowohl Elefanten- wie auch Falkenbund gerichtet waren, handelte sehr klug, als er am 24. März 1408 selbst dem Bund beitrat. So nahm er diesem die gegen ihn gerichtete Spitze.
Bald versuchte Heinrich von Rottenburg den Falkenbund zur Durchsetzung seiner hochverräterischen Pläne (25. Mai 1410) zu missbrauchen. Nachdem im Mai 1410 in Trient ein Aufstand gegen den Bischof ausgebrochen war, zog Heinrich, obwohl nicht gerufen, mit seinen Raubrittern gegen die Stadt, erstürmte sie und ließ alle Anhänger des Herzogs niedermetzeln und ihre Burgen zerstören. Zu gleicher Zeit sollten aus den Rottenburgischen Schlössern und aus jenen der Mitglieder des Falkenbundes die Pfleger mit ihren Knechten aufbrechen und die Getreuen des Landesfürsten überall gefangen nehmen. So kam es natürlich zum offenen Bruch zwischen Heinrich und Friedrich mit der leeren Tasche, wie der Herzog auch genannt wurde. Jedoch erwies sich Friedrich als der Stärkere, die Mitglieder des Bundes hielten ihm die Treue und nach Niederwerfung Rottenburgers am 25. März 1411 löste sich der Falkenbund auf. Friedrich war Sieger geblieben. Der Rottenburger floh nach Italien, suchte Hilfe, wurde aber überall abgewiesen, bis er endlich in Herzog Stefan III. von Bayern einen Unterstützer fand.

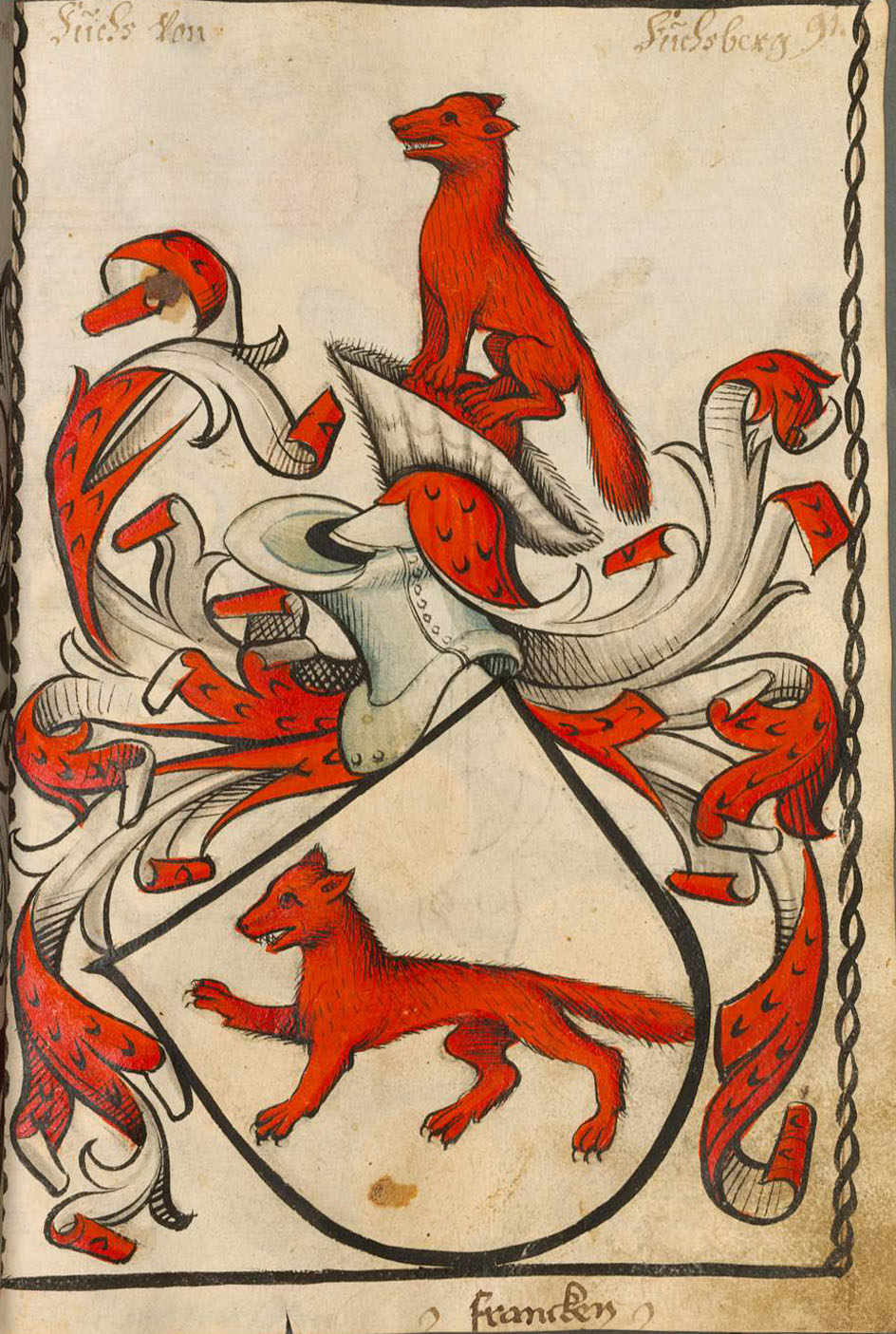
Wappen derer von Fuchsberg

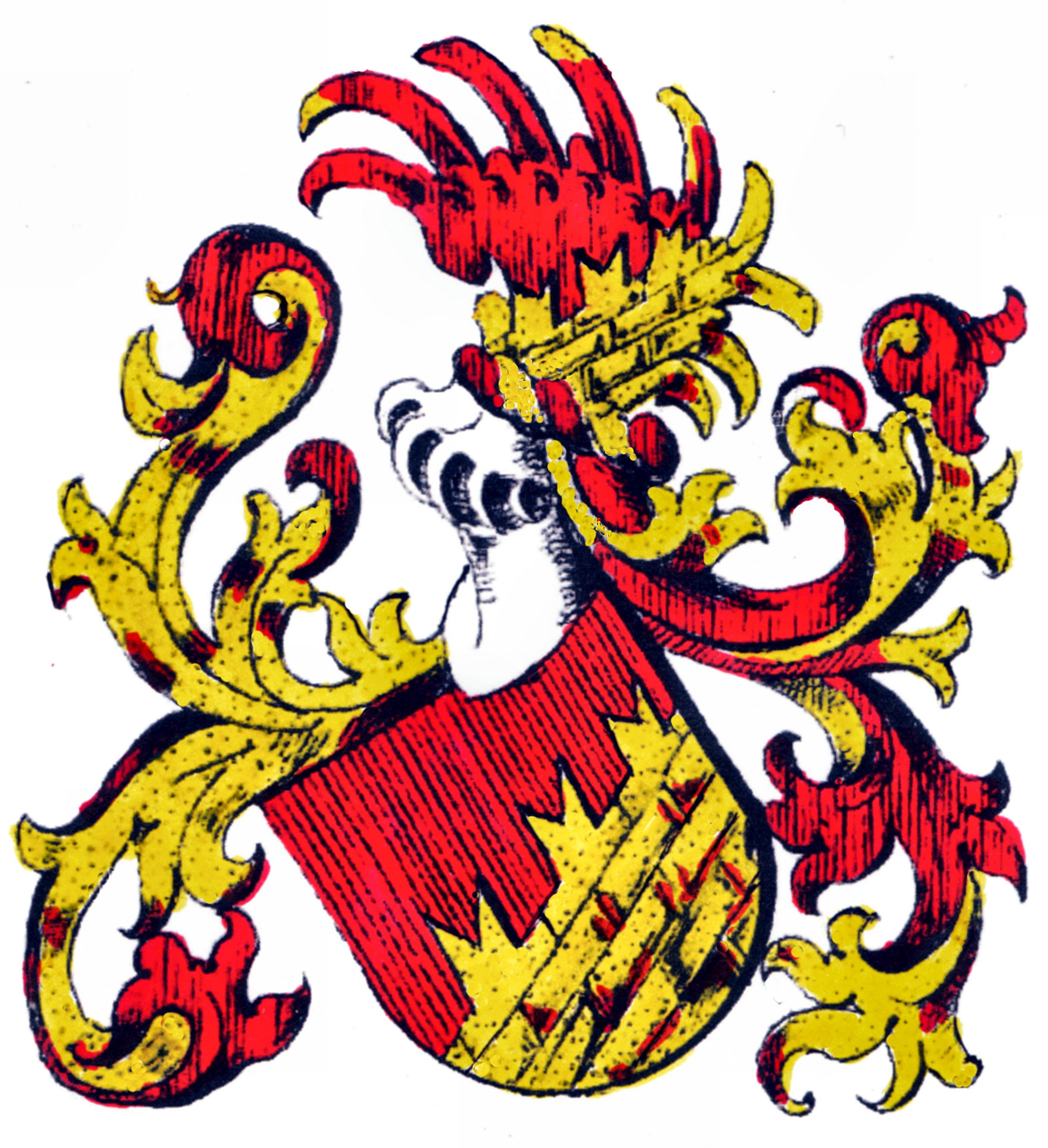
Wappen derer von Goldegg

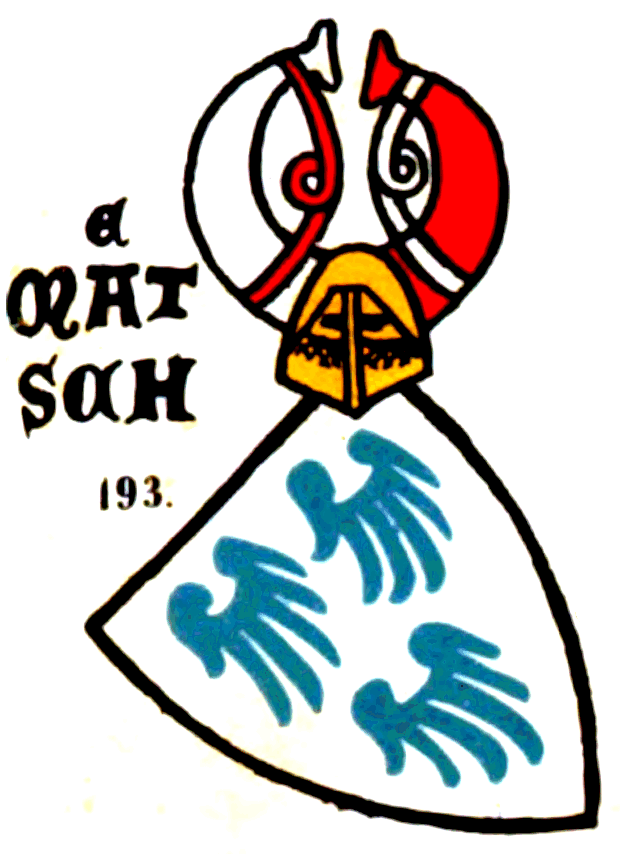
Wappen derer von Mätsch

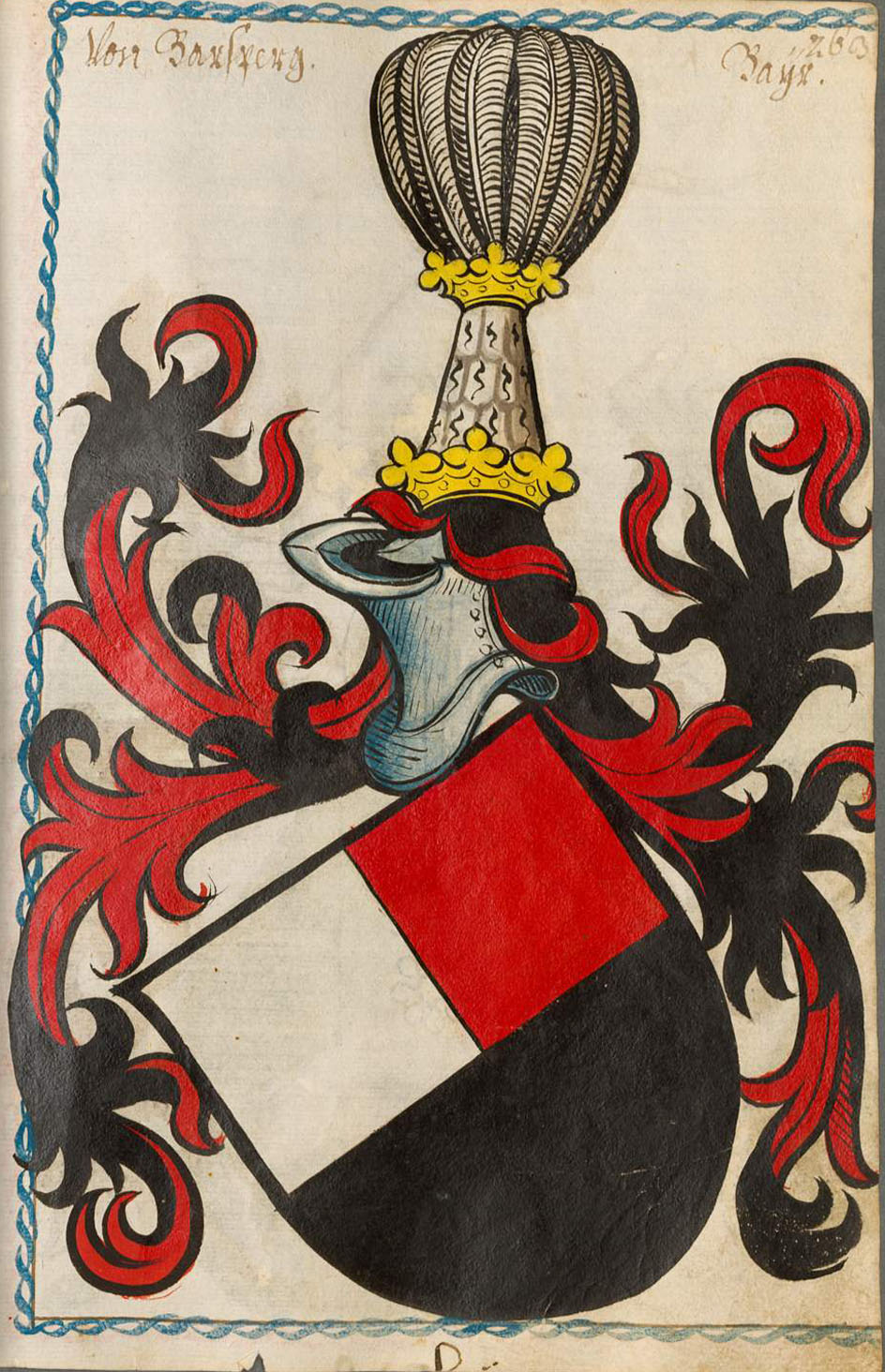
Wappen derer von Parsberg

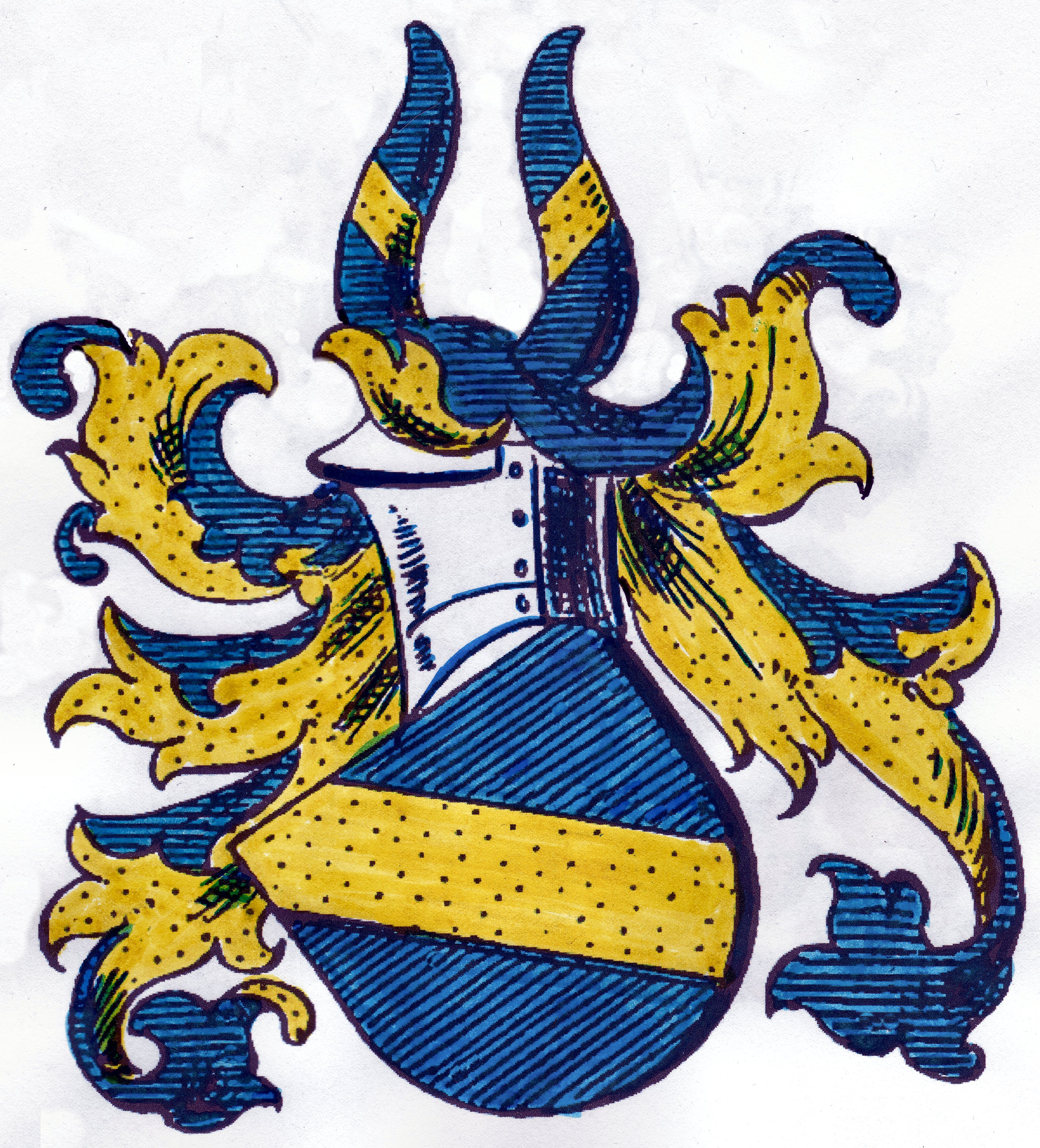
Wappen derer von Thun

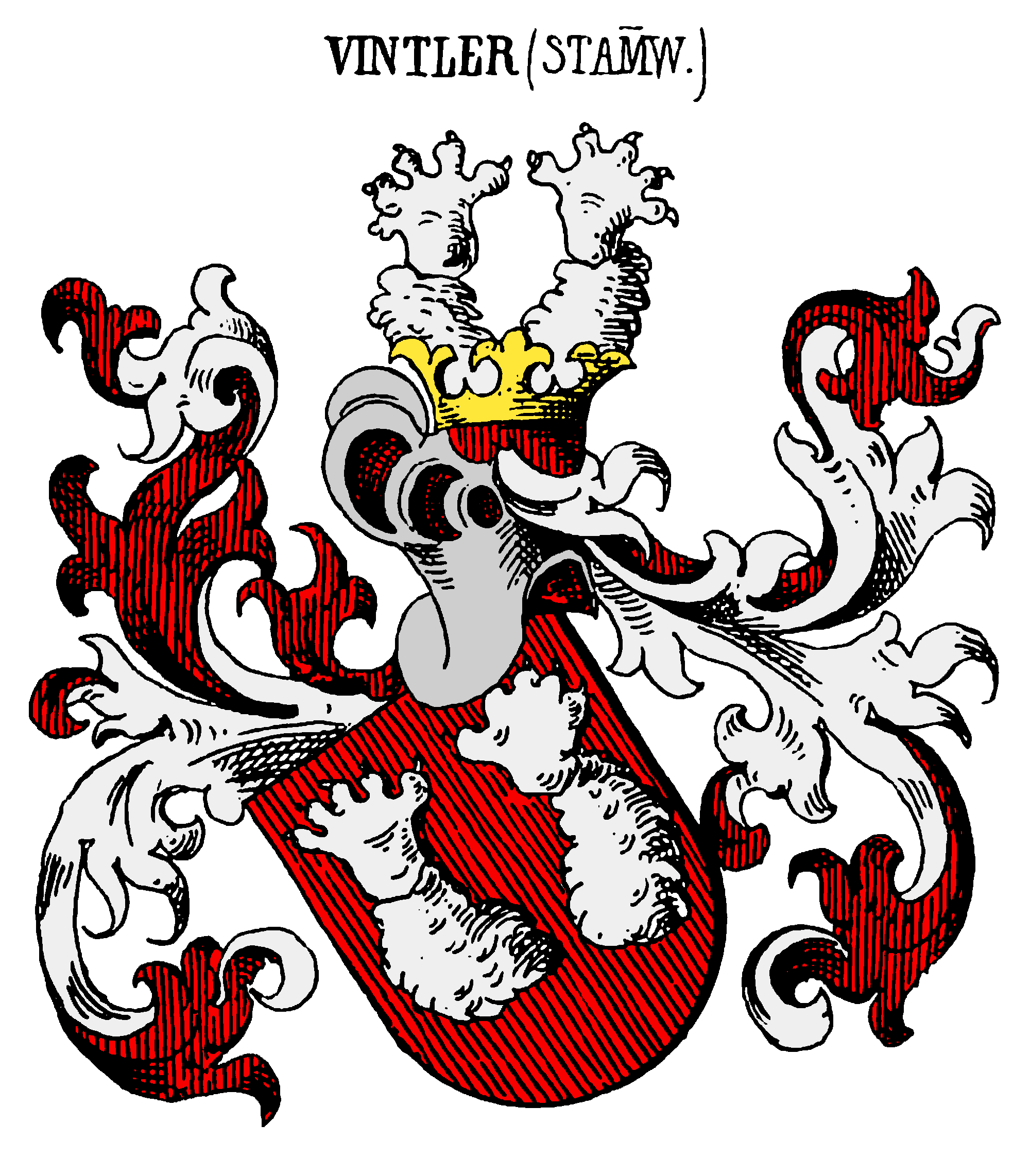
Wappen derer von Vintler

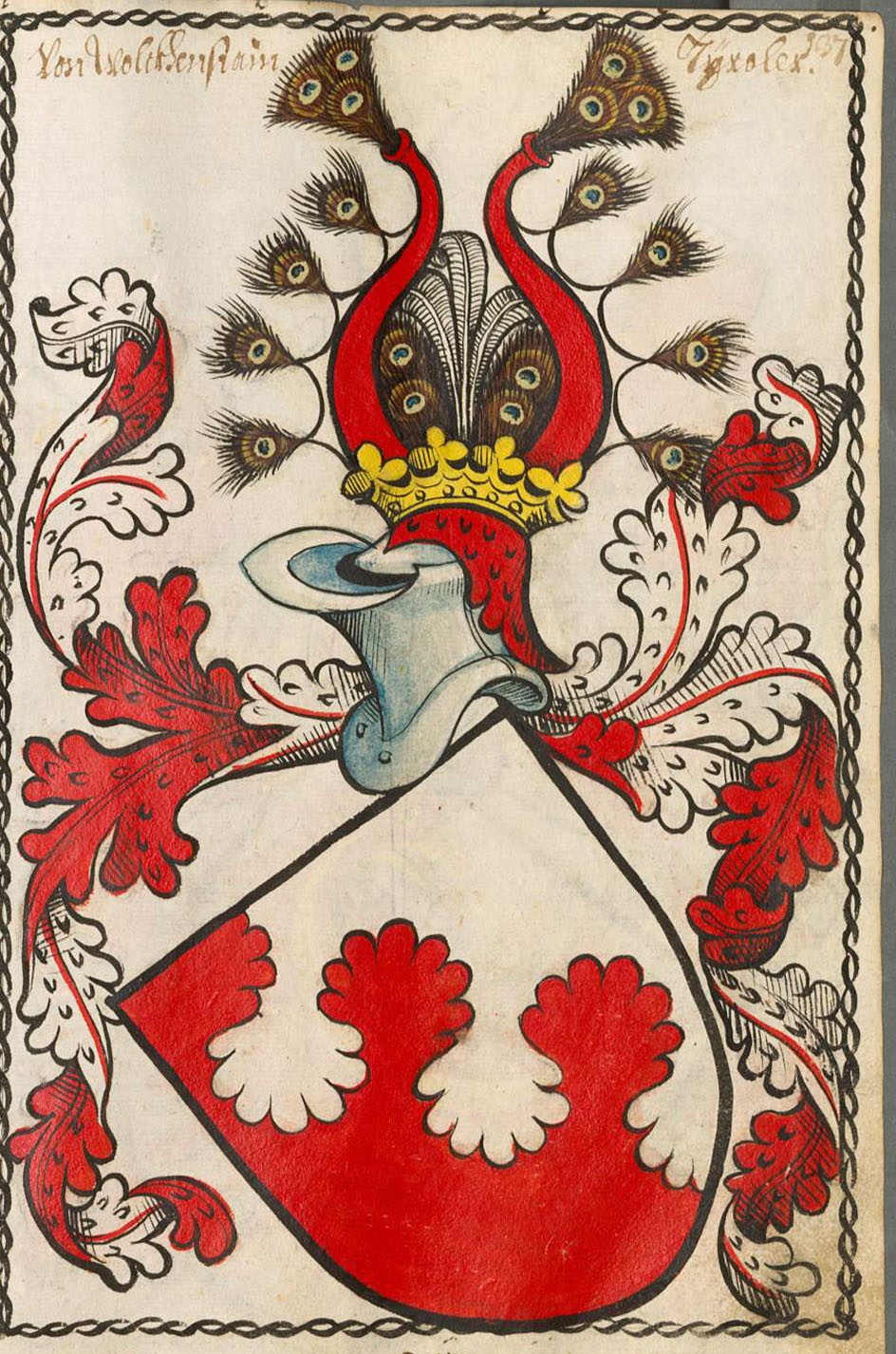
Wappen derer von Wolkenstein

## Bundesmitglieder (Auswahl)
Zu den Bundesmitgliedern zählten vier Hauptleute über das in vier Viertel eingeteilte Land und 122 weitere Adelige.

### Hauptleute
- Hans von Freundsberg
- Peter I. von Spaur
- Ulrich von Mätsch der Ältere Graf von Kirchberg
- Heinrich VI. von Rottenburg

### Weitere unter den 126 Adelsgeschlechtern Vertretene
- Heinrich von Anich zu Altlehen
- Hans von Annenberg
- Merkulin (Markus), Nikolaus und Ulrich von Arz
- Christof von Brandis, Sohn Randolds II.
- Pretlinus und Sigmund von Caldes
- Riprando (Hildebrand) von Cles
- Ulrich von Eglsee zu Feigenstein und sein Bruder Dietl
- Merklinus (Marquard) von Epfingen (Erphingen)
- Hans von Firmian und seine Brüder Viktor und Wilhelm
- Hans von Freundsberg (Frundsberg)
- Christof I. Fuchs von Fuchsberg und sein Vetter Zyprian
- Alphart von Goldegg und seine Brüder Hans, Jörg und Wilhelm aus Mitter-Lana
- Franz von Greifenstein
- Bartlmä Gufidaun
- Friedrich von Hauenstein
- Martin (von) Jäger der Ältere, aus Tisens (gilt als Vater der fiktiven Sabine (von) Jäger, die im 19. und beginnenden 20. Jahrhunderts als treulose Geliebte des Minnesängers Oswald von Wolkenstein galt und es als diese zu einer gewissen belletristischen Bekanntheit brachte[8])
- Friedrich von Launeburg (Lanaburg, Leonburg), Vorfahre der Herren von Brandis
- Leonhard (Lienhart) von Liebenberg und sein Bruder Daniel
- Petermann (IV.) von Liebenberg und Vellenberg
- Hans Lichtenstein-Karneid und sein Bruder Wilhelm IV.
- Hans von Luttach und sein Bruder Heinrich
- Hans von Mareit
- Ulrich von Mätsch der Jüngere, Graf von Kirchberg
- Wilhelm von Mätsch, Landeshauptmann an der Etsch
- Georg-Leonhard Metzner von Runkelstein
- Konrad von Parsberg
- Gaudenz Konrad von Partschins
- Hildebrand von Passeier
- Sigmund von Pardell (Pradell)
- Heinrich von Payr zu Caldiff und sein Bruder Leonhard (Lienhart)
- Felix von Ratgeb
- Friedrich Schenk von Niedermontani und sein Bruder Georg Otto
- Heinrich von Schlandersberg und sein Bruder Kaspar
- Heinrich (III.) von Schrofenstein
- Ludwig von Sparrenberg (Spornberg) und sein Bruder Parcival
- Matthias II. von Spaur zu Burgstall und sein Bruder Peter
- Ulrich von Starkenberg († nach 1424; 1430 für tot erklärt) und sein Bruder Wilhelm, beide waren Söhne des Sigmund von Starkenberg und im Besitz von Burg Greifenstein und weiteren Burgen
- Erasmus, Jakob, Simon und Vigilis von Thun
- Konrad (V.) von Trautson-Sprechenstein und sein Bruder Hans der Ältere sowie Hans der Jüngere (Mareit), Sohn des Konrad
- Eckehard (Munkenun) von Villanders und seine Brüder Georg und Hans
- Christof Vintler und seine Brüder Hans, Joachim und Leopold; ferner deren Vetter Nikolaus und Franz von Vintler
- Hanns von Völseck
- Hans von Werberg
- Hans, Konrad, Lienhard und Oswald von Wolkenstein zu Rodenegg
- Michael von Wolkenstein zu Trostburg, Stifter der Linie Wolkenstein-Trostburg
- Hanns Zwingenstein von Saleck

Dem Falkenbund trat später noch Ulrich (I.) von Reichholf, Bischof von Brixen, bei (14. Februar 1408).